# Zbereni, Iași
Zbereni este un sat în comuna Cotnari din județul Iași, Moldova, România.